# Wolf-Dieter Storl
Wolf-Dieter Storl (* 1. října 1942 Crimmitschau) je německý etnobotanik, antropolog a spisovatel, který se zabývá především využitím léčivých bylin a zkoumáním šamanismu v tradičních společnostech. Ve svých dílech se věnuje úloze rostlin v životě člověka, včetně sakrální symboliky, magie, léčitelství a stravování.

## Život
Narodil se v roce 1942 v Sasku. Když mu bylo 11 let, celá rodina se odstěhovala do Ohia, kde vyrostl a vystudoval. V roce 1966 nejdříve získal titul BA antropologie na Ohijské státní univerzitě a následně titul MA sociologie na Kent State University. V roce 1974 pak získal titul Ph.D. na univerzitě v Bernu, s dizertací na téma šamanismu mezi Američany evropského původu.
Vedl řadu terénních výzkumů mezi spiritualisty ve Spojených státech amerických, dále v antroposofické komunitě poblíž Ženevy, mezi tradičními farmáři v oblasti Emmental ve Švýcarsku a mezi vinaři ve Francii. Pobýval s tradičními léčiteli kmene Šajenů. Vyučoval na univerzitách ve Vídni, v Bernu, v Oregonu a v indickém Váránasí. V roce 1984 se vrátil do Německa, kde se svou rodinou žije v podhůří Alp, píše knihy a vede semináře v Německu, Rakousku, Švýcarsku a Česku. Je častým hostem televizních pořadů především v Německu.

## Knihy v češtině
- Zahrada jako mikrokosmos. Praha, Eminent, 2004
- Magické rostliny Keltů. Volvox Globator, 2004; 2. vyd. Fontána, 2020 pod názvem Léčivé rostliny Keltů
- Šamanské techniky a rituály. Fontána, 2004
- Čarovná moc rostlin. Knižní klub, 2007/Kořeny, 2015
- Andělé, dévové a duchové rostlin. Fontána, 2008
- Přírodní léčba boreliózy. Pragma, 2011
- Bylinářské tradice moudrých žen a mužů. Kořeny, 2015
- Léčivé a kouzelné byliny mezi dveřmi a brankou. Fontána, 2015
- Naše bio zahrádka. Fontána, 2015
- Bylinářství – věda i alchymie. Fontána, 2015
- Pradávná medicína. Fontána, 2016
- Zahradníkův rok – Setí, pěstování, sklizeň : Samozásobitelská zahrada. Fontána, 2016
- Šamanství – Kořeny naší spirituality. Fontána, 2016
- Jsem součástí lesa. Kořeny, 2016
- Léčivá síla divokých bylin a zeleniny. Fontána, 2017
- Léčivé rostliny prastaré bohyně. Fontána, 2017
- O léčivých bylinách a rostlinných božstvech. Fontána, 2018
- Zahradníkův rok 2 – Plevele v naší zahradě. Fontána, 2018
- Duše rostlin. Kořeny, 2019
- Wolfova medicína. Fontána, 2019
- Šamani, léčitelé a jejich totemové zvíře. Fontána, 2019
- Toulky po okraji Midgardu. Kořeny, 2019
- Léčivé rostliny a srdce. Fontána, 2019
- Léčivé bylinky. Fontána, 2020
- Čarodějná medicína. Volvox Globator, 2000; 2. vyd. Fontána, 2021 pod názvem Tajná medicína čarodějek